# Дмитрівка (П'ятихатська міська громада)
Дми́трівка — село в Україні, у П'ятихатській міській громаді Кам'янського району Дніпропетровської області.
Населення — 78 мешканців.

## Географія
Село Дмитрівка примикає до села Жовтоолександрівка, на відстані 1,5 км розташоване село Веселий Поділ. По селу протікає висихний струмок з загатою.

## Населення

### Мова
Розподіл населення за рідною мовою за даними перепису 2001 року:
| Мова       | Відсоток |
| ---------- | -------- |
| українська | 98,7 %   |
| російська  | 1,3 %    |

## Інтернет-посилання
- Погода в селі Дмитрівка [Архівовано 20 грудня 2011 у Wayback Machine.]

1. ↑  Рідні мови в об'єднаних територіальних громадах України — Український центр суспільних даних